# Ray Charles
Ray Charles Robinson (Albany, 23 settembre 1930 – Beverly Hills, 10 giugno 2004) è stato un cantautore e pianista statunitense, considerato uno dei pionieri della musica soul.
Persa completamente la vista all'età di sei anni, forse a causa di un glaucoma, seppe coniugare sonorità diverse, dal rhythm and blues alla musica country, dal vocal jazz al piano blues fino al soul blues. Il brano Georgia on My Mind è stato il suo maggior successo. Nel 1990 partecipò, classificandosi al secondo posto, al Festival di Sanremo dove interpretò in coppia con Toto Cutugno la canzone Gli amori. 
Il suo ultimo contributo alla musica è stato la produzione di un disco di duetti con B.B. King, Elton John, Norah Jones e Johnny Mathis. The Genius - come era stato soprannominato per il suo grande talento artistico, nel 1980 apparve nel film The Blues Brothers. Frank Sinatra lo chiamò "l'unico vero genio nel nostro campo".
Nel 2004 Rolling Stone lo nominò 10º tra i 100 più grandi artisti di tutti i tempi e 2º nella classifica del 2008 dei 100 più grandi cantanti di sempre. Il brano Georgia on My Mind ed altri motivi come I Can't Stop Loving You, Unchain My Heart e Hit the Road Jack gli hanno sono valsi tredici Grammy.

## Biografia

### Le origini
Nacque da una famiglia di umili origini nel Sud segregazionista degli Stati Uniti d'America. La madre, Aretha Williams, aveva trovato impiego in una segheria, mentre il padre, Bailey Robinson, era un meccanico tuttofare nella manutenzione delle ferrovie. La famiglia si trasferì a Greenville, quando Ray era appena nato. I genitori in realtà non furono mai sposati e, anzi, il padre aveva formato altre tre famiglie, lasciando presto la compagna e i due figli. Quando Ray aveva appena cinque anni, assistette impotente alla morte del fratello minore, George, annegato in una tinozza per il bucato.
Charles non nacque cieco. Iniziò ad avere problemi con la vista a 5 anni e divenne completamente cieco pochi mesi a seguire. Lui stesso non ha mai capito chiaramente il motivo del suo problema; alcune ipotesi affermano che sia dovuto a un glaucoma, secondo altre, il motivo fu un'infezione mai curata causata dal contatto con acqua saponata. Frequentò quindi una scuola per sordi e ciechi in Florida, dal 1937 al 1945. Fu qui che conobbe appieno la musica e imparò a comporre, a suonare strumenti musicali e a sviluppare il suo dono musicale. Durante questo periodo morì la madre, seguita, due anni dopo, dal padre.

## Carriera

### Gli inizi

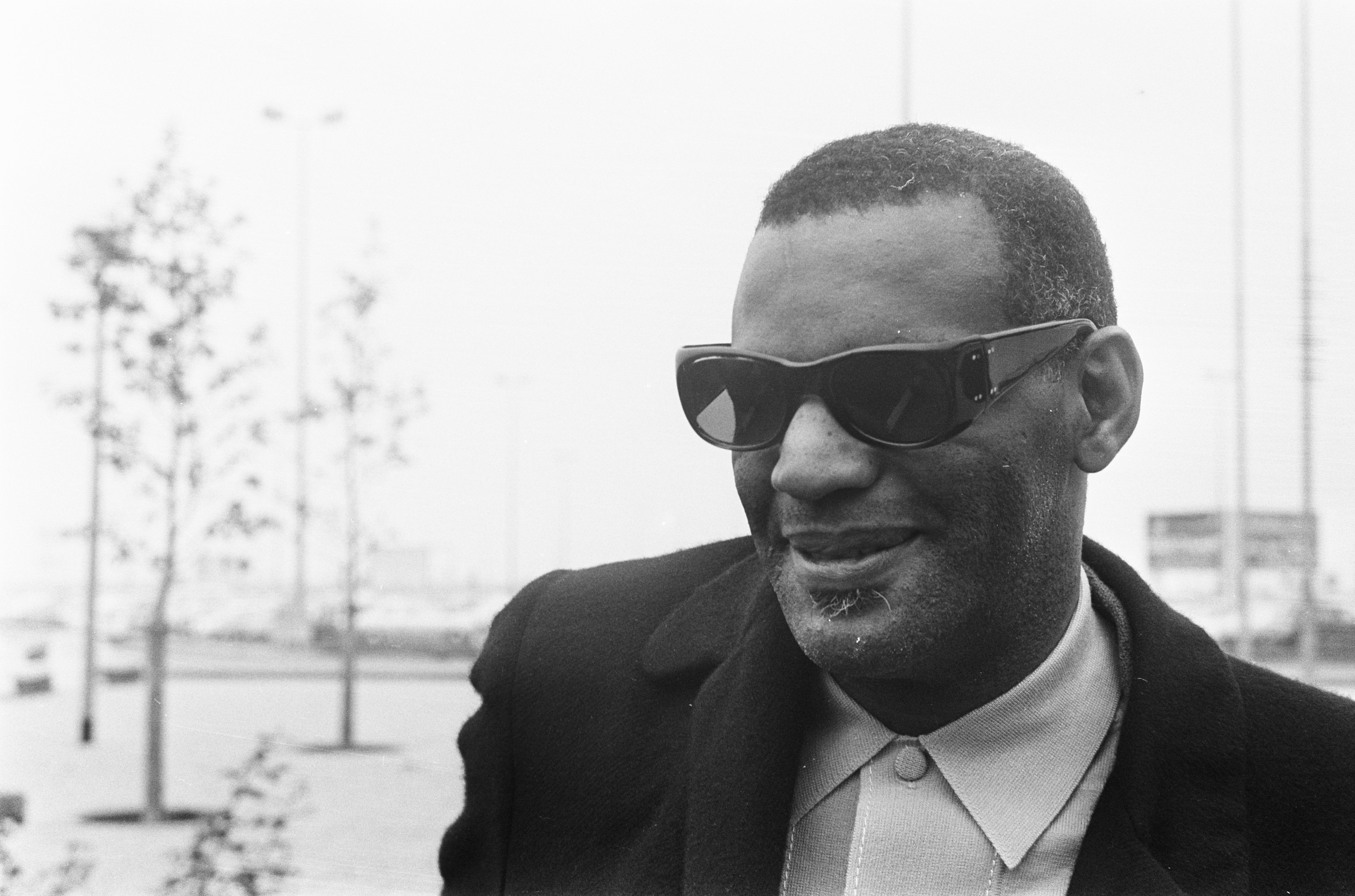
Charles nel 1968

Nel suo periodo di scuola gli venne insegnata solamente musica classica, quando lui avrebbe invece voluto suonare ciò che sentiva spesso alla radio: lo swing, il jazz e il blues.
Dopo la morte della madre, Charles non ritornò più a scuola. Andò a vivere a Jacksonville, presso una coppia, amica della madre. Per più di un anno suonò il piano per alcune band, al Ritz Theatre di LaVilla, guadagnando quattro dollari a sera. Successivamente si spostò a Orlando, e poi Tampa, dove suonò assieme a una band del Sud chiamata The Florida Playboys. Fu questo il periodo in cui iniziò a utilizzare i suoi occhiali, creati da Billy Stickles.
Trasferitosi a Seattle, nello Stato di Washington, nel 1947, iniziò presto a incidere dischi (sue prime registrazioni furono il singolo I Love You, I Love You (I Will Never Let You Go) e Confession Blues, del 1949) e il suo primo successo a entrare nelle classifiche di vendita fu, nel 1951, Baby, Let Me Hold Your Hand. In seguito, con Ahmet Ertegün, firmò per la Atlantic Records. Quando entrò nell'industria discografica, il suo nome da artista venne abbreviato in Ray Charles, per evitare possibili confusioni con il pugile Sugar Ray Robinson.
A inizio di carriera fu influenzato - e questo lo si può evincere dalle prime registrazioni - dallo stile vocale di colleghi a quel tempo assai celebri, come Nat King Cole e Charles Brown. Compì le prime tournée con Lowell Fulson ed ebbe modo di lavorare anche con Guitar Slim e Ruth Brown.
Charles affinò progressivamente uno stile personale che lo portò a miscelare una combinazione di vari generi musicali, fra cui il gospel e il jazz.

### Il periodo con l'Atlantic Records

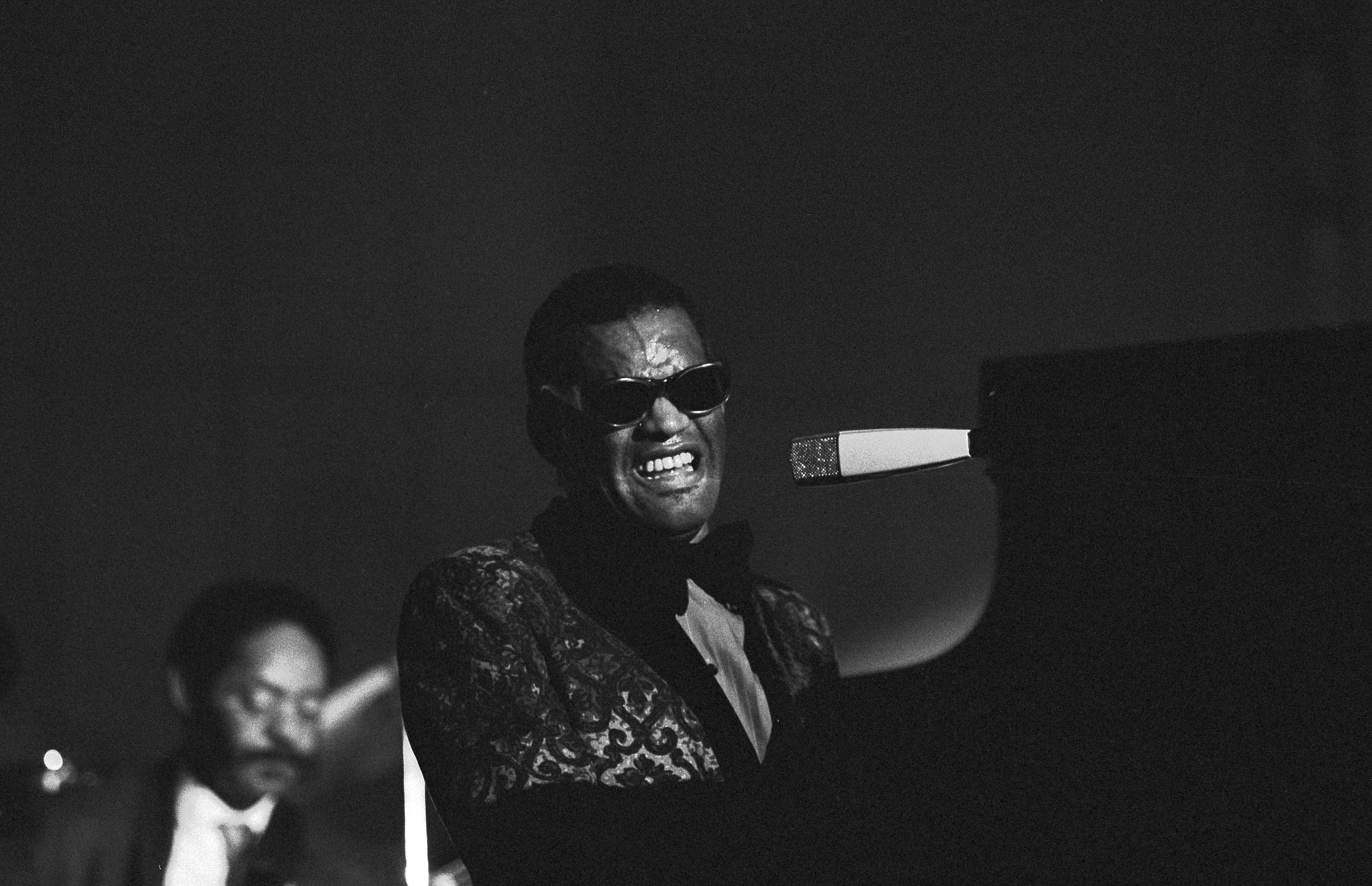
Ray Charles (1971)

Stipulato un contratto con l'Atlantic Records, Charles iniziò a pubblicare le sue prime canzoni, come It Should Have Been Me e Mess Around, entrambe scritte da Ertegün. La hit che portò Charles al successo nazionale fu I Got a Woman, scritta con il suo collega Renald Richard. Il singolo scalò le classifiche R&B di Billboard e, dal 1955 al 1959, fu seguito da altri successi come This Little Girl of Mine, Lonely Avenue, Mary Ann, Drown in My Own Tears e The Night Time (Is the Right Time), canzoni incluse nei suoi dischi Hallelujah, I Love Her So, Yes Indeed! e The Genius Sings the Blues.
Charles venne spesso citato, soprattutto dal critico Victor Bollo, per l'uso della sua voce «come se fosse un sassofono». Durante questo periodo di transizione, reclutò un gruppo di ragazze chiamato The Cookies, e le incluse nelle sue canzoni come coriste. In seguito, le Cookies cambiarono il loro nome in The Raelettes.

### Il successo

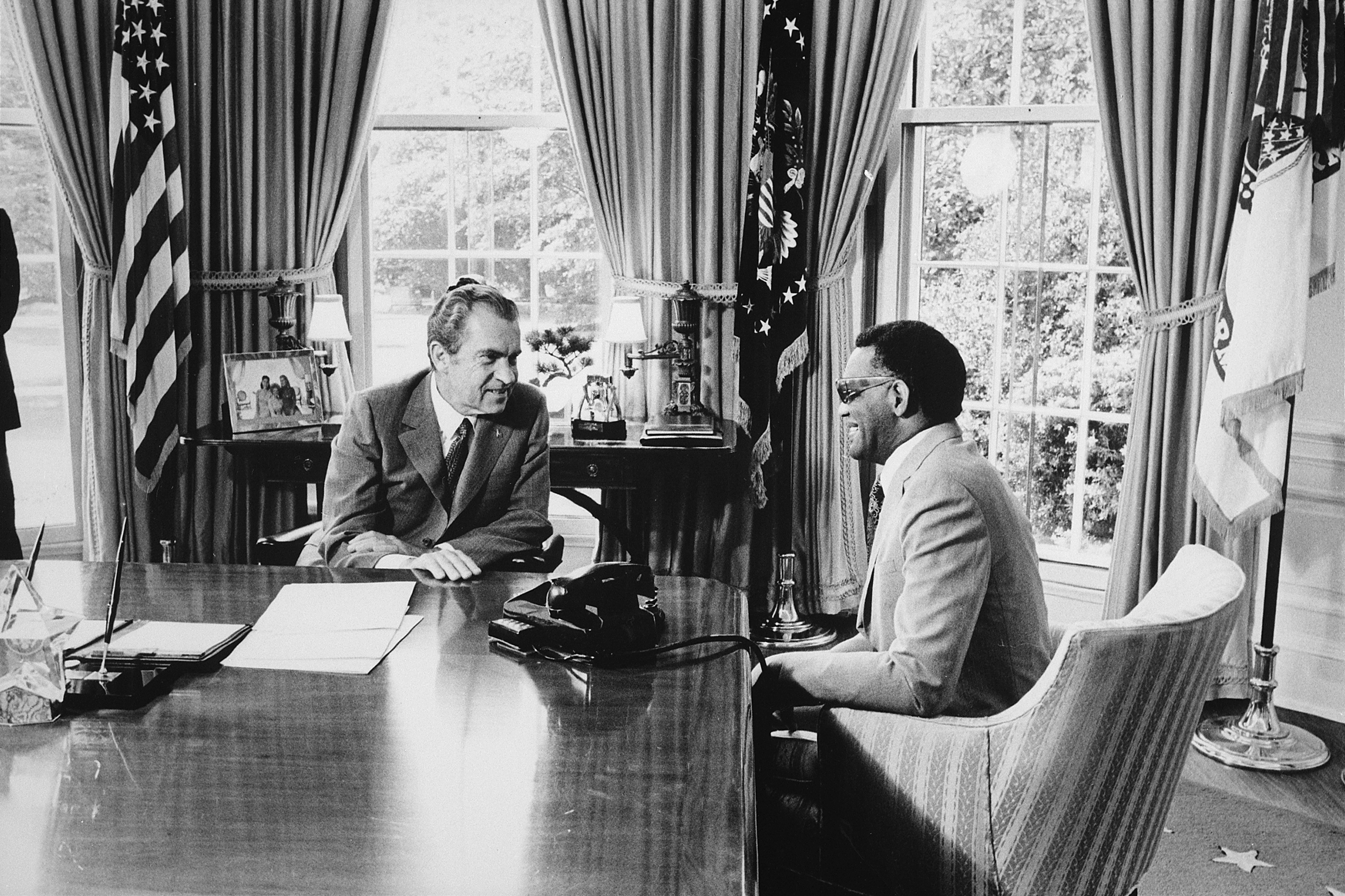
Charles incontra il presidente Richard Nixon, 1972

Nel 1959, in molte radio venne trasmessa la canzone What'd I Say, divenuta un successo. Dopo essere stato a lungo conosciuto negli ambienti R&B, con questo brano, Charles riuscì finalmente a ottenere popolarità nell'ambiente della musica pop, contribuendo anche all'affermazione del genere soul. La canzone è stata nominata come la decima migliore di tutti i tempi nella lista delle 500 migliori canzoni secondo la rivista Rolling Stone.
L'ultimo disco di Charles con l'Atlantic fu The Genius of Ray Charles, uscito il medesimo anno di What I'd Say. Successivamente il musicista firmò per la ABC Records, sempre nel 1959.
Canzoni come Georgia on My Mind, Hit the Road Jack e Unchain My Heart, incrementarono ulteriormente il suo successo. Scritta nel 1930 da Stuart Gorrell (testo) e Hoagy Carmichael (musica), Georgia on My Mind divenne universalmente popolare proprio grazie a Charles, che la registrò nel 1960 e la incluse nell'album The Genius Hits the Road. Il singolo raggiunse la posizione numero uno della U.S. Billboard Hot 100 nel novembre 1960.
Gli altri dischi del musicista, Modern Sounds in Country and Western Music e Modern Sounds in Country and Western Music Vol. 2, aiutarono inoltre a diffondere la musica country.
Dal 1963 al 1967, Charles pubblicò altri brani di successo come Busted, Take these Chains from My Heart e Here We Go Again, cantata 37 anni dopo assieme a Norah Jones.

### Gli anni seguenti

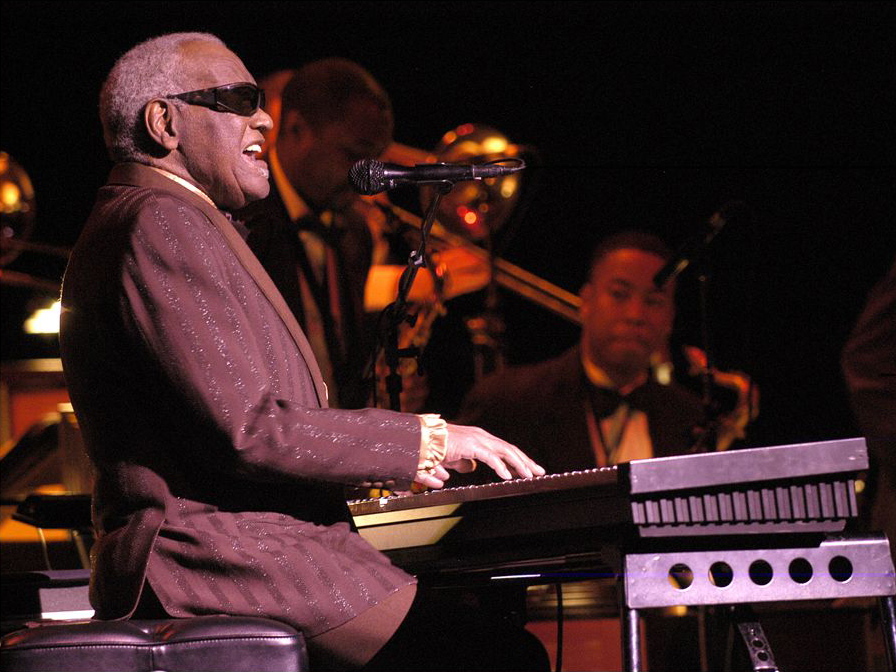
Charles al Montreal International Jazz Festival del 2003, una delle sue ultime esibizioni pubbliche

Nel 1965 Charles venne arrestato per possesso di eroina, droga di cui era dipendente da circa 20 anni. Questo fu il suo terzo arresto, ma evitò la prigione riuscendo a disintossicarsi in una clinica di Los Angeles, California. Passò il 1966 in libertà vigilata, mentre il suo singolo Crying Time raggiungeva la 6ª posizione delle classifiche. Il brano vinse anche il Grammy Award for Best Male R&B Vocal Performance nel 1967.
Dalla fine degli anni sessanta agli anni settanta, le canzoni di Charles furono o successi o flop, con alcune grandi hit e lavori premiati dalla critica.
Nel novembre 1977, Charles apparve in televisione come conduttore di Saturday Night Live.
Il 7 marzo 1979, come simbolo di riconciliazione dopo i conflitti per l'ottenimento dei diritti civili, Charles cantò Georgia on My Mind davanti all'Assemblea generale della Georgia. Dopo la performance di Charles, l'Assemblea adottò il brano come canzone ufficiale dello Stato il 24 aprile dello stesso anno. Ebbe inoltre successo la sua versione di America the Beautiful.
Negli anni ottanta altri eventi aumentarono il successo di Charles tra il pubblico più giovane. Nel 1980 apparve nel film The Blues Brothers. Nel 1986 cantò America The Beautiful a Wrestlemania 2. In una pubblicità della Pepsi Cola degli anni novanta, Charles rese celebre la frase You Got the Right One, Baby! Sempre del 1986, registrò assieme a Billy Joel, pianista e cantante statunitense, il singolo Baby Grand. Nel 1985 partecipò alla registrazione del singolo We Are the World, prodotto da Quincy Jones e inciso a scopo benefico da USA for Africa, un supergruppo di celebrità della musica pop, riunitesi secondo il modello della Band Aid di Do They Know it's Christmas? I proventi raccolti con We Are the World furono devoluti alla popolazione dell'Etiopia, afflitta in quel periodo da una disastrosa carestia. Il brano vinse il Grammy Award come "Canzone dell'anno", come "Disco dell'anno", e come "Miglior performance di un duo o gruppo vocale pop".
Pur essendo stato un sostenitore di Martin Luther King e dei diritti degli afroamericani negli USA, Charles incontrò varie controversie nel Sudafrica nel 1981, durante una protesta contro l'apartheid.
Nel 1989 Charles registrò una cover di una canzone della band giapponese Southern All Stars. Per la sua versione, il titolo del brano, Itoshi no Ellie, venne tradotto in Ellie My Love. Il singolo raggiunse la 3ª posizione delle classifiche nipponiche. Ellie My Love vendette più di 400 000 copie e in Giappone divenne un gran successo. Fu, inoltre, ospite nell'Oro, Incenso e Birra Tour di Zucchero Fornaciari.
Charles apparve anche a due inaugurazioni presidenziali. Nel 1985 si esibì per la riconferma di Ronald Reagan e nel 1993 cantò per celebrare la vittoria di Bill Clinton.
Da fine anni ottanta a inizio anni novanta, Charles apparve anche in vari show televisivi, tra cui il Super Dave Osbourne Show.
Nel 1990, assieme a Chaka Khan, venne incluso nella hit di Quincy Jones, I'll Be Good to You, tratto dall'album Back on the Block. Dopo la morte di Jim Henson nel medesimo anno, Charles apparve in un tributo della CBS, The Muppets Celebrate Jim Henson. Diede un breve discorso riguardo alla morte di Henson, dichiarando che «prese una semplice canzone e la trasformò in un momento di grande potere». Charles si riferiva al brano It's Not Easy Being Green, che cantò insieme ai personaggi dei Muppets in ricordo di Henson.
Nel 1990 partecipò, assieme a Toto Cutugno, al Festival di Sanremo con la canzone Good Love Gone Bad/Gli amori piazzandosi al secondo posto. Il pezzo non venne però mai inciso.
Nel 1999 Charles introdusse Billy Joel nella Rock And Roll Hall Of Fame. Nel 2001 collaborò nuovamente con Zucchero Fornaciari nell'album Shake.

## Vita privata e morte

Charles con il presidente Ronald Reagan e la seconda moglie Nancy nel 1984

Charles è stato sposato due volte e ha avuto dodici figli da sette diverse donne. Il suo primo matrimonio con Eileen Williams è stato breve, dal 31 luglio 1951 al 1952. Ha avuto tre figli dal suo secondo matrimonio con Beatrice Della Howard durato dal 5 aprile 1955 al 1977.
Aveva una grande passione per gli scacchi e per giocare usava una speciale scacchiera.
Charles morì il 10 giugno 2004 per le complicanze di una malattia al fegato all'età di 73 anni. Sua partner a lungo termine fino al momento della morte è stata Norma Pinella.
Ray Charles oggi riposa nel Cimitero Parco di Inglewood, California.

## Premi e riconoscimenti
- Star in onore di Charles sulla Hollywood Walk of Fame, al 6777 Hollywood Boulevard1981: Hollywood Walk of Fame

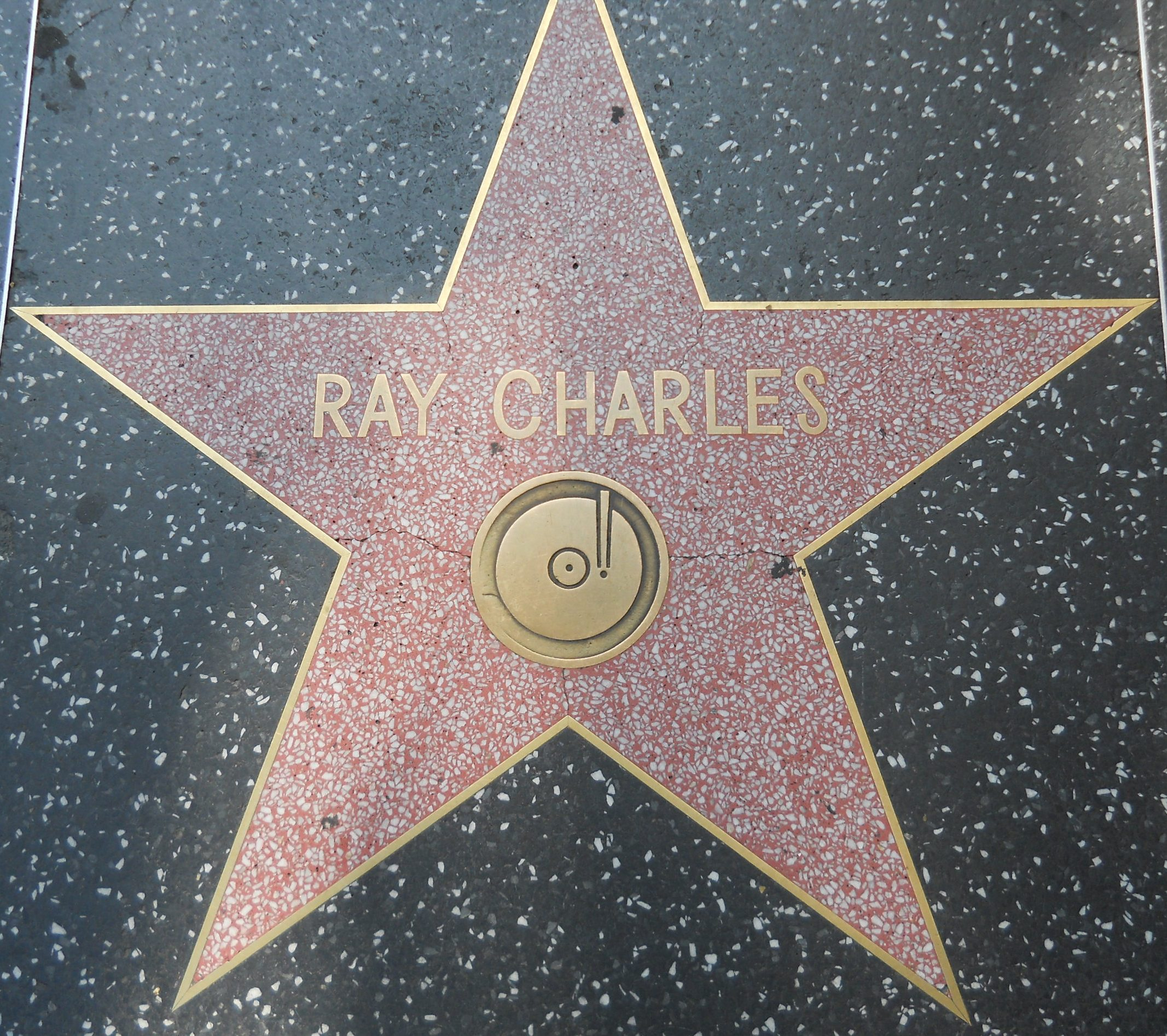
Star in onore di Charles sulla Hollywood Walk of Fame, al 6777 Hollywood Boulevard

- 1986: Rock & Roll Hall of Fame (uno dei primi ad essere inseriti alla cerimonia inaugurale)
- 1998: Polar Music Prize
- 2004: Jazz Hall of Fame

## Filmografia
- The Blues Brothers, regia di John Landis (1980)
- Spia e lascia spiare, regia di Rick Friedberg (1996)
- Piano Blues, regia di Clint Eastwood (2003)

Nel 1988 partecipa come ospite al primo episodio della quarta stagione della serie TV Moonlighting, mentre tra il 1997 e il 1998 è apparso come ospite in tre episodi della quinta stagione della serie TV La tata (Ray Charles e Yetta: coppia perfetta, Il rap di Sam e Disaccordo per l'accordo), e in un episodio della sesta stagione (Una tata miracolosa) nel ruolo del fidanzato di Yetta.

### Film dedicati
Nel 2004 è uscito Ray, film basato sulla vita di Charles e che affronta anche i suoi problemi legati alla dipendenza da eroina. Per questo film, l'attore Jamie Foxx ha ricevuto il premio Oscar al miglior attore protagonista.

## Doppiatori italiani
- Glauco Onorato in The Blues Brothers
- Sergio Graziani in Spia e lascia spiare
- Vittorio Congia in Moonlighting[19]
- Adriano Pappalardo in La tata[20]